# Second pont de Penang
Le second pont de Penang (en malais Jambatan Kedua Pulau Pinang ou en anglais : Sultan Abdul Halim Muadzam Shah Bridge) est un pont à haubans situé en Malaisie qui relie l'île de Penang à la péninsule Malaise, entre Batu Kawan et Batu Maung. 
Il a été approuvé par le gouvernement fédéral malais et inclus dans l'un des projets du Neuvième Plan national de la Malaisie. Les travaux de construction ont commencé en janvier 2008, et il a été officiellement ouvert au trafic le 1er mars 2014. Le pont a été nommé d'après le roi de Malaisie Yang di-Pertuan Agong XIV, Sultan Abdul Halim Muadzam Shah de Kedah. Sa longueur totale est de 24 km, ce qui en fait le plus long pont d'Asie du Sud-Est.

## Caractéristiques
Il s'agit d'un pont à haubans avec l'éventail en forme de harpe.
- Longueur totale : 24 km
- Longueur au-dessus de l'eau : 16,9 km
- Portée maximale : 250 m
- Voie : 3 files par sens (dont une réservée au motos)
- Hauteur des tours au-dessus de l'eau : 30 m